# Phytomyza platensis
Phytomyza platensis este o specie de muște din genul Phytomyza, familia Agromyzidae, descrisă de Brethes în anul 1923. Conform Catalogue of Life specia Phytomyza platensis nu are subspecii cunoscute.